# Schloss Großlobming

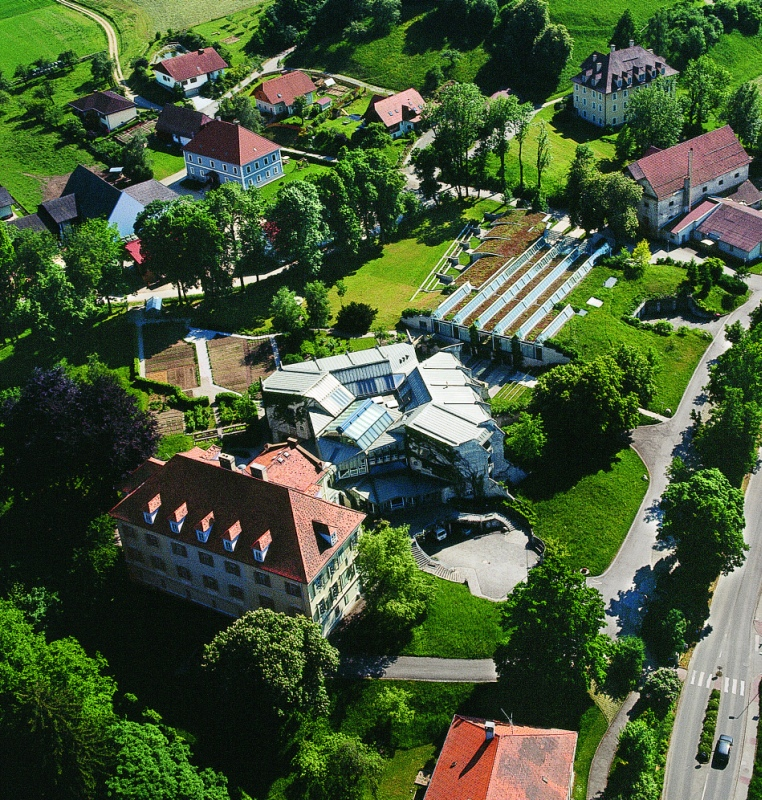
Schloss Großlobming

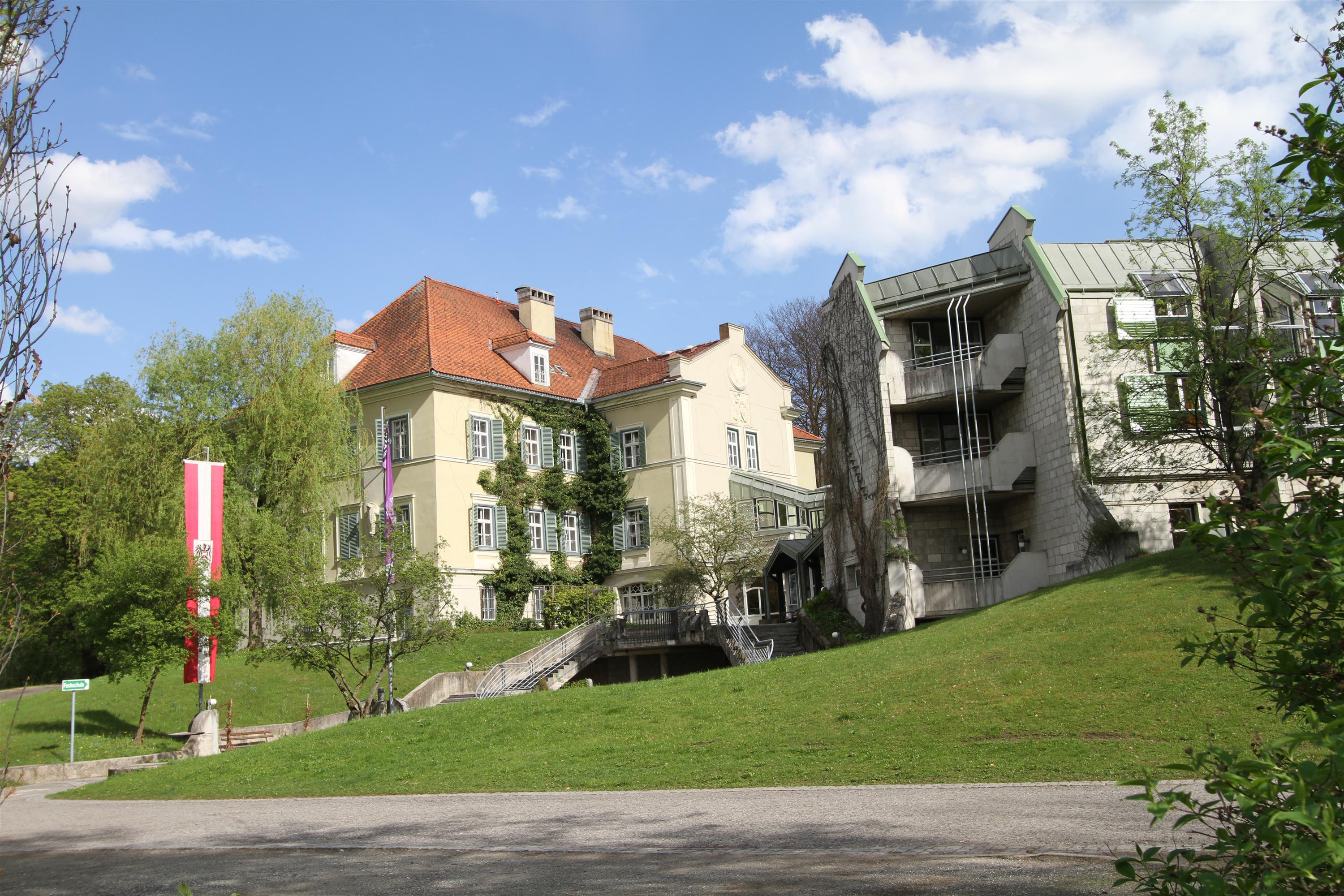
Schloss und Erweiterungsbau der Landwirtschaftsschule

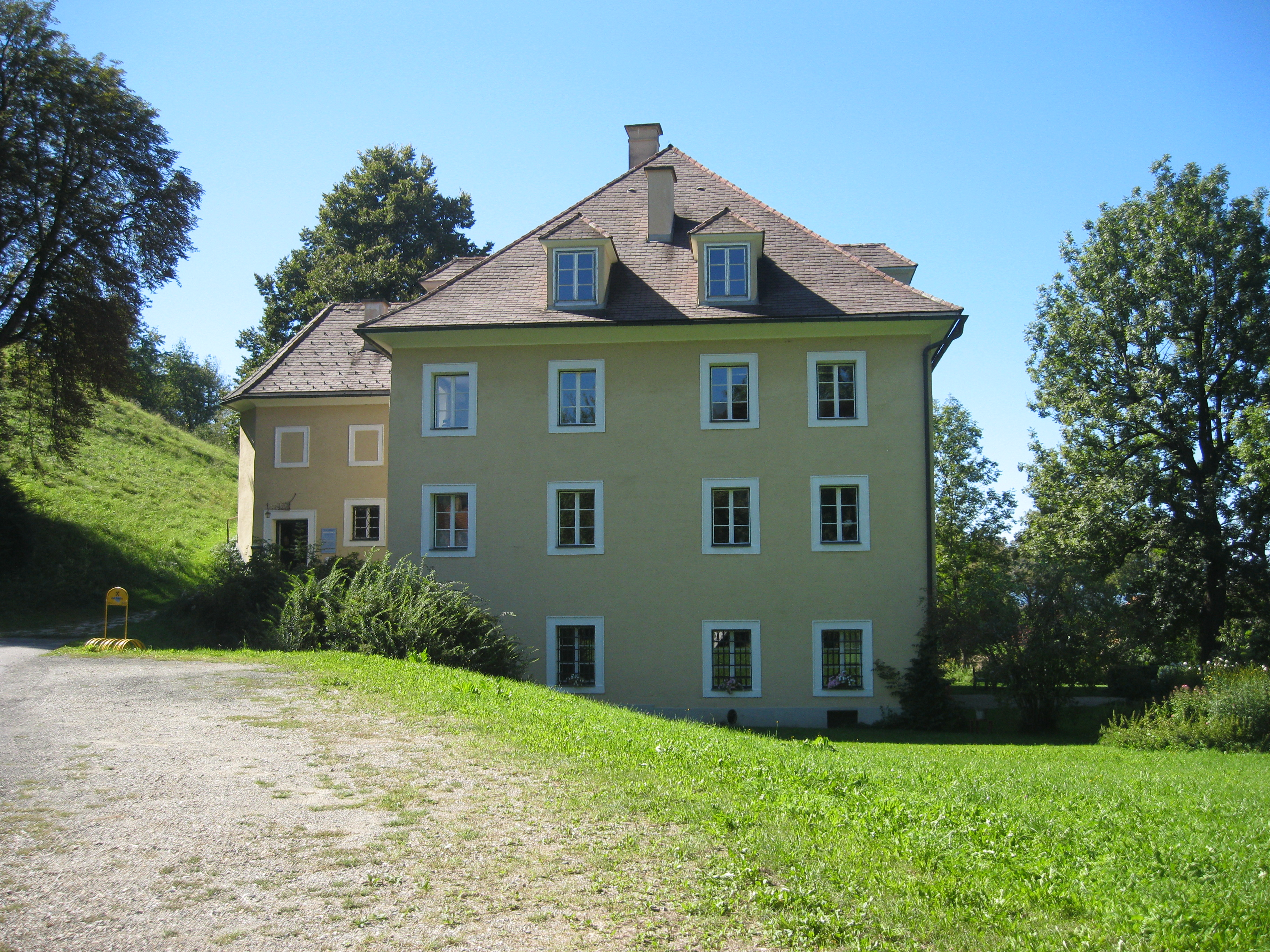
Nebengebäude, ehem. Amtshof

Das Schloss Großlobming steht am Südende der Ortschaft Großlobming in der Gemeinde Lobmingtal im Bezirk Murtal in der Steiermark. Das Schloss steht unter Denkmalschutz (Listeneintrag).

## Geschichte
Die Burg war seit der Mitte des 14. Jahrhunderts der Sitz der Lobminger und stand von 1499 bis 1730 im Besitz der Saurau und danach der Welsersheim.

## Architektur
Der dreigeschoßige Bau mit einem Mittelrisalit wurde von 1777 bis 1779 von Ignaz Plasch errichtet und im 19. Jahrhundert umgebaut und verändert. Es gibt drei Nebengebäude, Verwalterhaus, einen alten Amtshof sowie Stallungen.
In den Jahren 1980/1981 wurde das Schloss zu einer Landwirtschaftsschule adaptiert und mit einem gegenüberliegenden Erweiterungsbau nach den Plänen des Architekturbüros Szyszkowitz + Kowalski vergrößert.

## Kapelle
Die Kapelle neben dem Schloss beinhaltet eine überlebensgroße von zwei Engeln begleitete Steinstatue des hl. Johannes Nepomuk aus dem zweiten Viertel des 18. Jahrhunderts. Der Sockel der Statue zeigt das Wappen der Welserheim.

## Anerkennungen
- Österreichischer Bauherrenpreis 1982
- Architekturpreis des Landes Steiermark 1982